# سیمونا پیچوا
سیمونا پیچوا (به انگلیسی: Simona Peycheva) ژیمناست زادهٔ ۱۴ مهٔ ۱۹۸۵ میلادی اهل کشور بلغارستان است.